# Test qualitatiu
Test qualitatiu és un test amb el qual es treballa amb la percepció sensorial de les persones per poder extreure'n conclusions, diguem-ne, a partir dels sentits perceptius de les persones (ulls, olor, sabor, tacte, oïda).
En termes més pràctics, l'acció de "testar" a la gent, es duu a terme amb un objecte o quelcom amb la qual cosa la persona qüestionada pugui opinar i donar la seva a partir de la reacció amb alguns dels seus sentits. Així doncs, un exemple del fet, seria testar una colònia. La persona en qüestió, duria mostres i aniria preguntant a la gent sobre diferents aspectes d'aquesta colònia, tals com l'olor, el color, el tacte de l'envàs, etc.